# Brian Wood

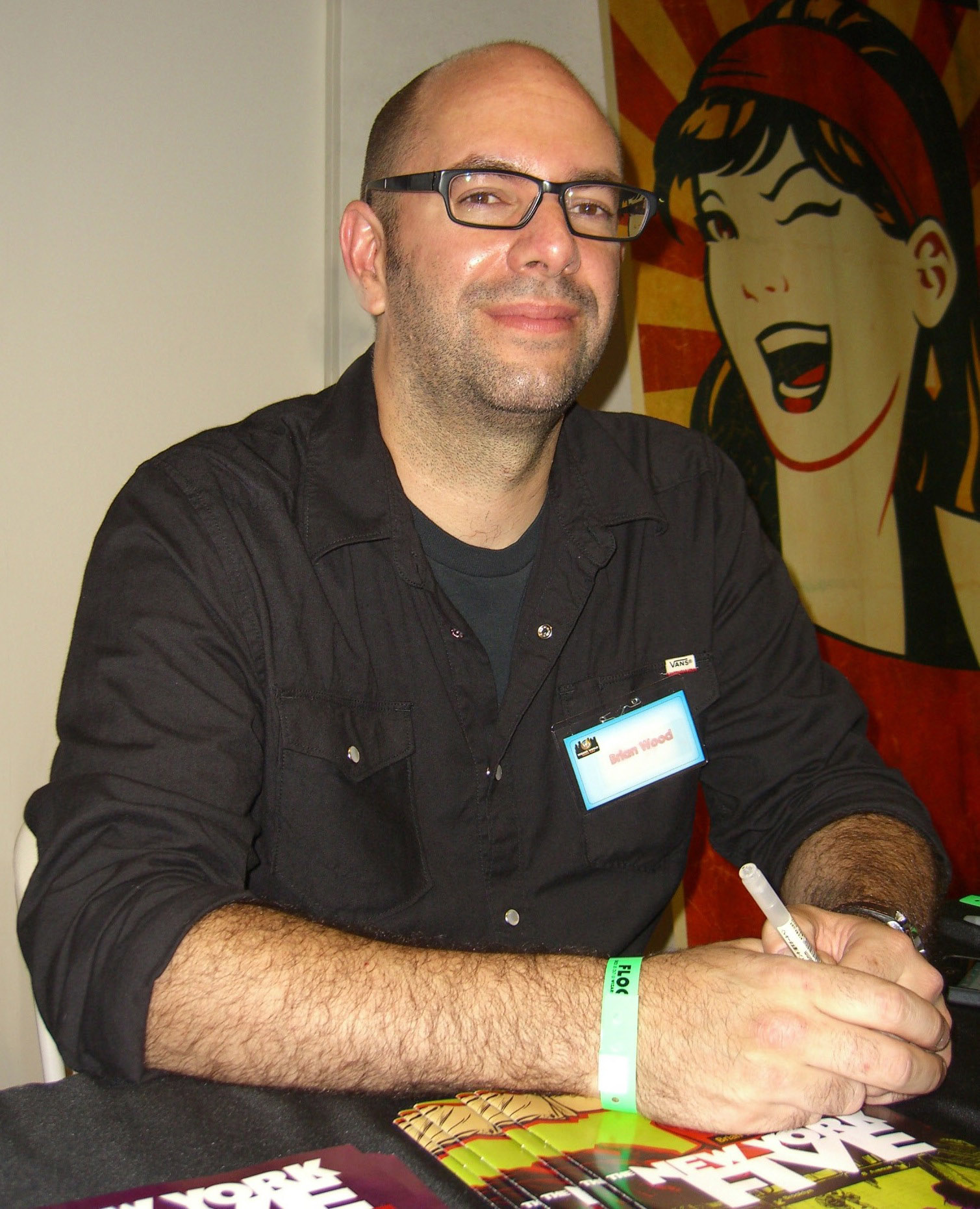
Brian Wood im Jahr 2011

Brian Wood (* 29. Januar 1972 in Essex Junction, Vermont) ist ein US-amerikanischer Comicautor, -zeichner und Grafikdesigner. Er ist hauptsächlich für seine Arbeit als Autor von Comics wie DMZ und Northlanders bekannt. Er lebt in Brooklyn, New York.

## Karriere
Er begann seine Karriere 1997, nach seinem Bachelor-Abschluss in Illustration an der Parsons School of Design mit der fünfteiligen Mini-Serie Channel Zero, die ein Teil seiner Abschlussarbeit darstellte. Channel Zero wurde vom Verlag Image Comics veröffentlicht.
In den folgenden Jahren war Wood als Designer für verschiedene Internetfirmen tätig.
Wood setzte seine Karriere in der Comicbranche erst im Jahr 2000 fort, als ihm ein Angebot als Co-Autor für die Serie Generation X des Marvel-Verlags durch Warren Ellis, der zur damaligen Zeit Plotmaster der Serie war, unterbreitet wurde. In der Folgezeit arbeitete Wood an 13 Ausgaben der Serie (Nummern 63 – 75) mit, bei fünf Ausgaben (Nummern 71 – 75) fungierte er als Hauptautor. Die Serie wurde aufgrund von Umstrukturierungen des X-Men-Franchises eingestellt.
In den Jahren 2001 bis 2003 schuf Wood als Freiberufler einige creator-owned Comics und Graphic Novels für verschiedene Verlagsgesellschaften, darunter zum Beispiel The Couriers für AIT und Fight For Tomorrow für Vertigo. Ebenfalls in diese Zeit fällt eine sechsmonatige Anstellung als Art Director für AIT, in der er für das Design des Firmenlogos und des Markenauftritts sowie für das Cover-Design mehrerer Veröffentlichungen verantwortlich war.
In dieser Zeit erstellte er im Auftrag von Warren Ellis auch die Cover für 14 Ausgaben der Wildstorm - Serie Global Frequency. Ebenfalls in das Jahr 2003 fällt die Entstehung der zwölfteiligen Miniserie Demo, die Wood nicht nur das Lob der Kritiker sowie zwei Nominierungen für den Eisner Award einbrachten, sondern auch einen kommerziellen Erfolg erzielte. Zudem steigerte Demo seine Bekanntheit im nicht-englischsprachigen Ausland.
Aufgrund des Erfolges von Demo entschied sich Wood im Jahre 2005 dafür, seine neue Serie Local an das Vorgängerwerk anzulehnen. Local wurde ebenfalls auf zwölf Ausgaben angelegt. Es unterscheidet sich aber im Konzept dahingehend, dass die Serie einen im Vordergrund stehenden weiblichen Hauptcharakter hat, dessen Entwicklung man im Verlauf der Serie mitverfolgt, der allerdings nicht in jeder Ausgabe als Protagonist fungiert. Im Gegensatz dazu stellt jede Ausgabe von Demo eine abgeschlossene Geschichte dar. Wood arbeitete bei Local mit dem Zeichner Ryan Kelly zusammen und nicht wie bei Demo mit Becky Cloonan. Local wurde von Oni Press veröffentlicht.
Ebenfalls im Jahre 2005 begann er mit der Arbeit an der von ihm und Riccardo Burchielli erdachten Serie DMZ, die seit Juni 2006 von Vertigo veröffentlicht wird und seinen Bekanntheitsgrad erhöhte. Seit 2007 arbeitet er zudem an der seit 2008 von Vertigo veröffentlichten Serie Northlanders, ein ebenfalls von ihm erdachtes Konzept. Brian Wood stand von 2006 bis 2010 bei Vertigo unter Exklusivvertrag, der es ihm gestattete, auch für andere Auftraggeber aktiv zu sein.